# Anisobrotica binisculpta
Anisobrotica binisculpta es un coleóptero de la familia Chrysomelidae.
Fue descrita científicamente por primera vez en 1969 por Bechyne & Bechyne.